# Clermont County
Clermont County er et county i den amerikanske delstat Ohio. Amtet grænser op til Warren County og Clinton County i nord, Brown County i øst, Hamilton County i vest og Kentucky i syd og sydvest.
Ifølge den amerikanske Census Bureau, amt har et samlet areal på 1,186.2 km2. hvoraf 1,170.7 km 2 var land og 15.5 km2 (1.24%) er vand.

## Demografi
Ifølge folketællingen fra 2000 boede der 177,977 personer i amtet. Der var 66,013 husstande med 49,047 familier. Befolkningstætheden var 152 personer pr. km². Befolkningens etniske sammensætning var som følger: 97.13% hvide, 0.91% afroamerikanere, 0.19% indianere, 0.63% asiater, 0,02% fra Stillehavsøerne, 0.26% af anden oprindelse og 0.86% fra to eller flere grupper.
Befolkningens alder var fordelt med 27,90% under 18 år, 8,40% fra 18 til 24, 31,70% fra 25 til 44, 22,60% fra 45 til 64, og 9,40%, som var 65 år eller ældre. Middelalderen var 35 år. For hver 100 kvinder, var der 96,40 mænd. For hver 100 kvinde over 18 år og derover, var der 93,60 mænd.
Gennemsnitsindkomsten for en hustand var $49,386 årligt, mens gennemsnitsindkomsten for en familie var på $57,032 årligt.